# De Rosa-Stac Plastic/Saison 2010
Dieser Artikel listet Erfolge und Mannschaft des Radsportteams De Rosa-Stac Plastic in der Saison 2010 auf.

## Saison 2010

### Erfolge in den Continental Circuits
Bei den Rennen des UCI Continental Circuits gelangen dem Team nachstehende Erfolge.
| Datum                   | Rennen                                                | Kat. | Fahrer            |
| ----------------------- | ----------------------------------------------------- | ---- | ----------------- |
| 30. Januar              | 1. Etappe Giro della Provincia di Reggio Calabria     | 2.1  | Matteo Montaguti  |
| 30. Januar – 2. Februar | Gesamtwertung Giro della Provincia di Reggio Calabria | 2.1  | Matteo Montaguti  |
| 28. Februar             | Grand Prix di Lugano                                  | 1.1  | Roberto Ferrari   |
| 3. März                 | Giro del Friuli                                       | 1.1  | Roberto Ferrari   |
| 17. Mai                 | 2. Etappe Tour of Japan                               | 2.2  | Cristiano Salerno |
| 18. Mai                 | 3. Etappe Tour of Japan                               | 2.2  | Claudio Cucinotta |
| 21. Mai                 | 5. Etappe Tour of Japan                               | 2.2  | Cristiano Salerno |
| 23. Mai                 | 7. Etappe Tour of Japan                               | 2.2  | Claudio Cucinotta |
| 16.–23. Mai             | Gesamtwertung Tour of Japan                           | 2.2  | Cristiano Salerno |
| 25. Juli                | 5. Etappe Brixia Tour                                 | 2.1  | Roberto Ferrari   |
| 1. August               | Trofeo Matteotti                                      | 1.1  | Riccardo Chiarini |

### Mannschaft
| Name                            | Geburtstag         | Nationalität | Team 2009                  |
| ------------------------------- | ------------------ | ------------ | -------------------------- |
| Cristian Benenati               | 15. Juli 1982      | Italien      | ISD-Neri                   |
| Oleg Berdos                     | 9. Juni 1987       | Moldau       | Neoprofi                   |
| Stefano Borchi                  | 9. März 1987       | Italien      | Neoprofi                   |
| Giorgio Brambilla               | 19. September 1988 | Italien      | Neoprofi                   |
| Damiano Caruso                  | 12. Oktober 1987   | Italien      | L.P.R. Brakes-Farnese Vini |
| Marco Cattaneo                  | 5. Juni 1982       | Italien      | L.P.R. Brakes-Farnese Vini |
| Riccardo Chiarini               | 20. Februar 1984   | Italien      | L.P.R. Brakes-Farnese Vini |
| Claudio Corioni                 | 26. Dezember 1982  | Italien      | Liquigas                   |
| Claudio Cucinotta               | 22. Januar 1982    | Italien      | L.P.R. Brakes-Farnese Vini |
| Giairo Ermeti                   | 7. April 1981      | Italien      | L.P.R. Brakes-Farnese Vini |
| Roberto Ferrari                 | 9. März 1983       | Italien      | L.P.R. Brakes-Farnese Vini |
| Jure Golčer                     | 12. Juli 1977      | Slowenien    | L.P.R. Brakes-Farnese Vini |
| Sergio Laganà                   | 4. November 1982   | Italien      | L.P.R. Brakes-Farnese Vini |
| Matteo Montaguti                | 6. Januar 1984     | Italien      | L.P.R. Brakes-Farnese Vini |
| Fabio Negri                     | 6. Dezember 1982   | Italien      | L.P.R. Brakes-Farnese Vini |
| Eddy Ratti (bis 31.08.)         | 4. April 1977      | Italien      | Amica Chips-Knauf          |
| Cristiano Salerno               | 18. Februar 1985   | Italien      | L.P.R. Brakes-Farnese Vini |
| Gabriele Tassinari (bis 31.08.) | 26. Oktober 1987   | Italien      | Neoprofi                   |